# Pavel Holas
Ing. MgA. Pavel Holas (7. září 1968 Turnov – 4. května 2015 Turnov) byl český malíř, varhaník a pedagog.

## Život
V letech 1983–1987 studoval gymnázium v Turnově. Poté do roku 1992 studoval ČVUT obor výrobní stroje a zařízení. Záhy na to pokračoval ve svém zájmu o malířství ve studiu na AVU, kde v letech 1995–2001 absolvoval ateliér Zdeňka Berana (začínal jako realistický malíř, nicméně věhlas získal později jako nefigurativní malíř). Na AVU poté pokračoval jako odborný asistent v ateliéru klasických malířských technik do Beranova odchodu v roce 2012. Zároveň se věnoval hře na klavír a varhany (do roku 2000 byl varhaníkem turnovských kostelů).
Prodělal jeden těžký úraz, při kterém „prakticky přestal vidět na jedno oko“ a na druhé viděl špatně, což mu ale nezabránilo ve výtvarné, ani hudební činnosti. Druhý vážný úraz prodělal na jaře 2015 a na jeho následky zemřel. Zemřel 4. května 2015 v Turnově. Rozloučení proběhlo v turnovském kostele Narození Panny Marie 9. května.

## Výtvarné vzdělání
Výtvarné vzdělání získal u profesora Zdeňka Berana v ateliéru klasických malířských technik na Akademii výtvarných umění v Praze. Patřil k nejzajímavějším malířům české výtvarné scény. Jeho nefigurativní malířský projev byl výjimečný svou schopností zachycovat prostor, který má mnohoznačný až imaginativní charakter přesto, že je jeho základ v prostém reálném světě, který se nachází kolem nás. Pavel Holas se zabýval primárně malbou a závěsným obrazem. Dlouhodobě působil jako asistent na AVU, kde vyučoval talentované posluchače. Mimo to se věnoval hře na varhany a klavír a byl autorem drobných kompozic pro oba tyto nástroje. Od roku 2000 byl varhaníkem v turnovských kostelích.

## Citáty
„Malování je dobré, hudba však skvělá. Abstraktní záležitost plná emocí. Vím, že kdybych se ocitl v roli odsouzeného k pobytu na pustém ostrově a chtěl uplatnit obvyklou výsadu tří přání, pak by mezi nimi zazněl i požadavek na klavír.
Hudbu a malbu odděluji. Nepatřím k vyznavačům multismyslového prožitku, kdy se na mě pokouší útočit umění prostřednictvím všech smyslů. Naopak přeji sobě a doporučuji jiným střídmé a tím hlubší umělecké zážitky na bázi jednosmyslového vnímání. Které probouzí představivost a fantazii, člověka respektuje a nezavírá za ním pomyslnou klec. Buď tedy maluji a nebo hraji na klavír, jdu na výstavu a nebo se těším na koncert.“

(Výňatek z textu „Úvahy o sobě, o vztahu k výtvarnému umění, k hudbě“)

## Studia
- 1983–1987 Gymnázium Turnov
- 1987–1992 ČVUT FSI Praha, obor Výrobní stroje a zařízení
- 1995–2001 Akademie výtvarných umění Praha - ateliér klasických malířských technik Zdeňka Berana

## Pedagogická praxe
Od roku 2001 vykonával funkci asistenta v ateliéru klasických malířských technik Zdeňka Berana

## Samostatné výstavy
- 1999 – výstava obrazů a obrazovek, galerie AVU Praha
- 2002 – Mezidobí, muzeum Českého ráje, Turnov
- 2003 – No in - No out, galerie Millenium, Praha
- 2004 – Prostory a fragmenty, Klicperovo divadlo, Hradec Králové
- 2009 – Na/půl, galerie a muzeum, Semily
- 2012 – Hádanky a hlavolamy, galerie Navrátil, Praha

## Společné výstavy
- 1997 – Živé duše, galerie u Křižovníků, Praha
- 1997 – Výstava studentů atelieru prof. Zdeňka Berana, Kulturní středisko Přehořovka, Tábor
- 1997 – AVU 97, Mánes, Praha
- 1997 – Fruit from Prague, České kulturní centrum, Berlín
- 1998 – Výstava studentů atelieru prof. Zdeňka Berana, galeriu U prstenu, Praha
- 1998 – galerie Pokorný, Prostějov
- 1998 – Lidé 20. století očima umělců, City center, Praha
- 1999 – Neplánované spojení, stipendisté Nadace J. a M. Jelínkových, Mánes, Praha
- 2000 – galerie NOVA, Praha
- 2001 – Diplomanti AVU, Veletržní palác NG, Praha
- 2001 – Výstava studentů atelieru prof. Zdeňka Berana, galerie Sýpka, Vlkov
- 2001 – Malířská škola prof. Zdeňka Berana, Wortnerův dům AJG, České Budějovice
- 2005 – Umělci euroregionu NISA, galerie Klinger, Gorlitz, Německo (katalog)
- 2006 – Malíři Pojizeří, galerie a muzeu, Semily
- 2007 – Malíři Pojizeří, galerie a muzeu, Semily
- 2007 – Umělci euroregionu NISA, Thubigen, Holandsko
- 2007 – AVU 18, reprezentativní výstava AVU, Veletržní palác NG, Praha
- 2008 – Malíři Pojizeří, galerie a muzeum, Semily
- 2008 – DEFENESTRACE, výstava absolventů a studentů klasické malby atelieru prof. Zdeňka Berana, Novoměstská radnice, Praha (katalog)
- 2009 – Artikulace, galerie Diamant SVU Mánes, Praha
- 2009 – PAINt, galerie vlastivědného muzea, Šumperk (katalog)
- 2009 – Intro, galerie Diamant, SVU Mánes, Praha
- 2009 – Malíři Pojizeří, galerie a muzeum, Semily
- 2010 – Connections, výstava asistentů AVU, České kulturní centrum, Berlín (katalog)

## Hudební prezentace
Varhanní koncerty, kaple sv. Jana Nepomuckého na hradě Valdštejn, Turnov